# Sentai Filmworks
Sentai Filmworks, LLC (sau simplu Sentai) este o companie americană de divertisment deținută de AMC Networks. Cu sediul în Houston, compania este specializată în dublaj și distribuție de anime și cinema asiatic. Brațul său de postproducție este Sentai Studios.
Compania își are originile în A.D. Vision, care a fost fondată în 1992 de fanul de jocuri video John Ledford și Matt Greenfield. ADV a căzut datorită vânzărilor mici și și-a lichidat eventual bunurile în 2009. Ledford a fondat Sentai în 2008 și a achiziționat majoritatea titlurilor ADV. Sentai a fost apoi cumpărată de AMC Networks cu sediul în New York City în 2022 și i-a devenit o subsidiară. Birourile sale se află la International District în Southwest Houston.